# Robin Knox-Johnston
Sir William Robert Patrick Knox-Johnston, CBE (* 17. März 1939 in Putney, London) ist ein britischer Segler, der 1969 als Erster die Welt nonstop und einhand umsegelte.

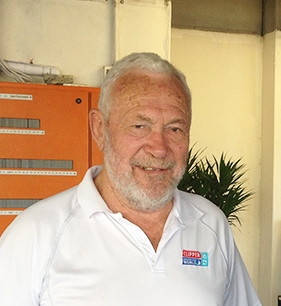
Robin Knox-Johnston, 2013

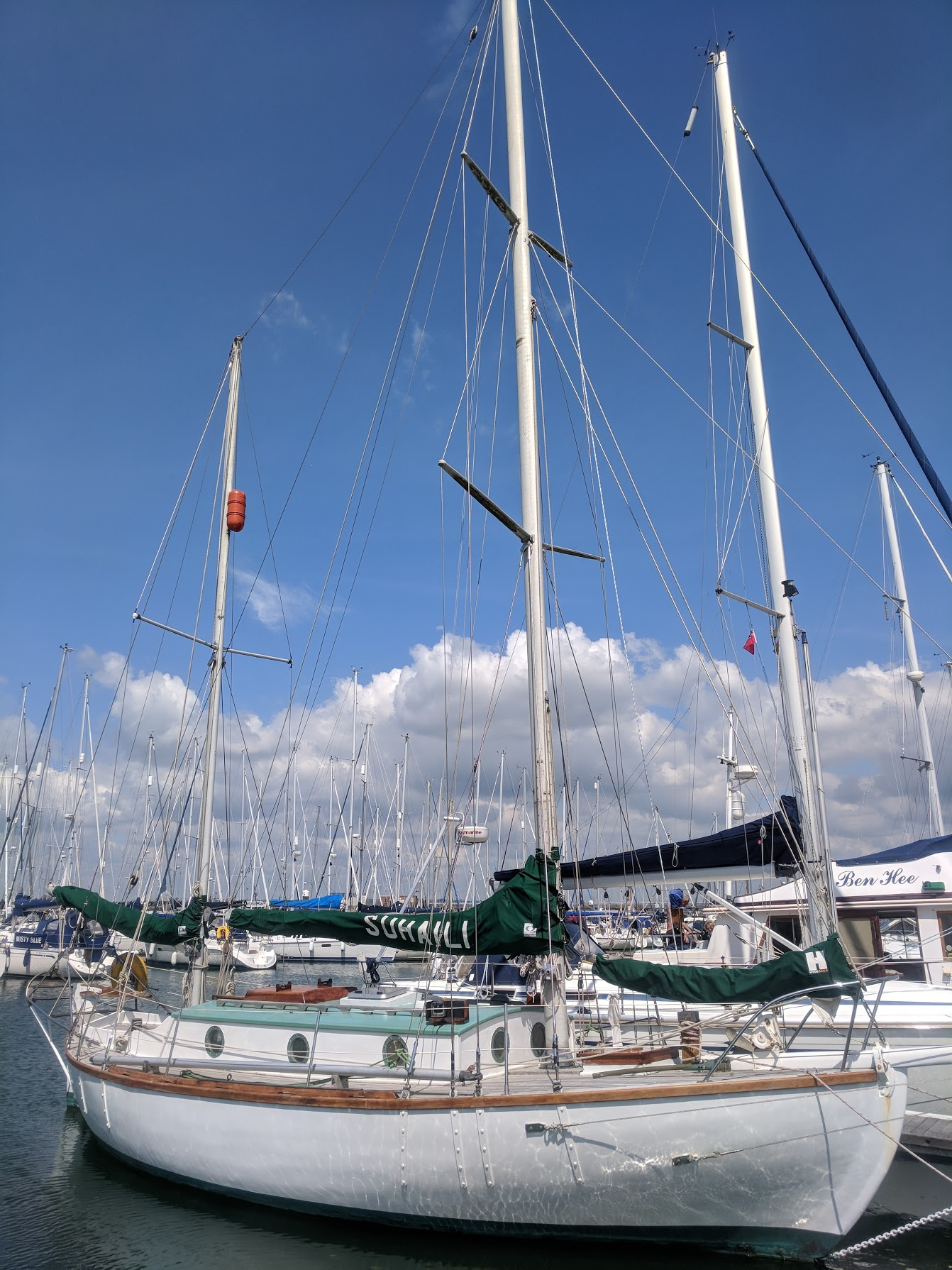
Segelyacht Suhaili in Gosport, England, 2018

## Leben
Robin Knox-Johnston wurde 1939 in Putney in London geboren, seine Geburt wurde in Wandsworth registriert. Er war das älteste Kind der Eheleute David R. Knox-Johnston (1910–1970) und Elizabeth Magill née Cree (1908–1977), die 1937 in Tring in der Grafschaft Hertfordshire, England geheiratet hatten.
Knox-Johnston besuchte die coedukative Berkhamsted School in Berkhamsted in der Grafschaft Hertfordshire, England. Von 1957 bis 1968 diente er in der britischen Handelsflotte (englisch British Merchant Navy) und in der Royal Naval Reserve.

### Familie
Im Frühjahr 1962 heiratete er Suzanne (Sue) Singer in Cambridge, die er kannte, seit er acht Jahre alt war. Sie hatten eine gemeinsame Tochter Sara, die in Bombay geboren wurde, während er auf See war. Seine Frau verließ ihn, als er ankündigte, sie und die Tochter an Bord seines in Indien neu gekauften Segelbootes Suhaili mit nach England zu nehmen. Sie wurden 1967 geschieden. 1972 heirateten sie erneut in Winchester und heute haben sie fünf Enkelkinder: Florence, Oscar, Xavier, Ralph und Valentine. Seine Frau Sue starb 2003.
Im Jahr 1965 segelte Knox-Johnston die von William Atkin (1882–1962) entworfene Ketch Suhaili von Bombay nach England. Der Yachtentwurf basierte auf den Plänen für die norwegischen Segelrettungsboote aus der Feder des norwegischen Yachtkonstrukteurs Colin Archer (1832–1921). Er musste aus Geldmangel die Überführungsreise in Südafrika unterbrechen. Er suchte sich Arbeit im Hafen und erreichte England mit der Suhaili im Jahr 1967.

### Erste Einhand-Nonstop-Weltumseglung

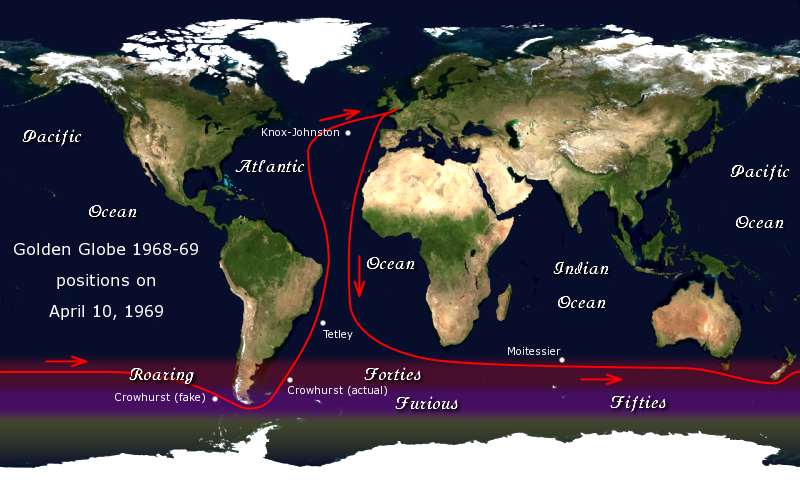
Stand des Golden Globe Race am 10. April 1969; Knox-Johnston mit großem Vorsprung; Moitessier auf der Weiterfahrt nach Tahiti

Ein Jahr später startete Knox-Johnston als einer von neun Seglern bei dem Sunday Times Golden Globe Race am 14. Juni 1968 mit seiner 9,7 m langen Holzyacht Suhaili, um die Erde Einhand ohne Zwischenstopp zu umsegeln. Er startete als dritter und war bei dieser ersten Einhand-Nonstop-Weltumseglung der einzige, der das Rennen im Ziel beendete.
Nachdem der Konkurrent Bernard Moitessier anstatt nach Europa zurückzukehren, den schon sicheren Sieg in der Regatta in der Tasche, aus persönlichen Gründen aufgab und weiter nach Tahiti segelte (insgesamt etwa eineinhalb Weltumsegelungen nonstop), lag Knox-Johnston auf dem ersten Platz. Nach 30.123 Seemeilen und 312 Tagen auf hoher See erreichte er am 22. April 1969 mit seiner Yacht den Hafen von Falmouth (Cornwall) und wurde im Royal Cornwall Yacht Club empfangen. Knox-Johnston spendete sein Preisgeld in Höhe von £5000 der Familie seines Mitbewerbers Donald Crowhurst, der Selbstmord begangen hatte, nachdem herausgekommen war, dass er seine Weltumsegelung nur vorgetäuscht hatte und den Südatlantik nie verlassen hatte. Der damals 29-Jährige Knox-Johnston wurde für die Leistung, als erster Mensch ohne Zwischenstopp die Welt alleine umsegelt zu haben, von Queen Elisabeth II. zum Commander of the British Empire ernannt.

### Weitere Hochsee-Regatten
Knox-Johnston gewann 1970 (mit Leslie Williams) und 1974 (mit Gerry Boxall) das Zwei-Hand Round Britain Race (englisch Two Handed Round Britain Race).
Knox-Johnston, Leslie Williams und ihre Crew, zu der auch Peter Blake gehörte, gewannen 1971 mit ihrer Yacht als First Ship Home das Cape Town to Rio Race, von Kapstadt (Südafrika) nach Rio de Janeiro (Brasilien) quer über den Südatlantik.
Williams und Knox-Johnston waren 1977 gemeinsam als Skipper an Bord der Maxi-Yacht Condor of Bermuda (mit Peter Blake erneut als Crew-Mitglied) im Whitbread Round the World Race. Sie wurden First Ship Home im zweiten und vierten Regatta-Abschnitt, genau die Strecken, auf denen Knox-Johnston die Yacht als Skipper führte.
1994 gewann Knox-Johnston zusammen mit Peter Blake (als Co-Skipper) die Jules Verne Trophy für die schnellste Weltumrundung per Segelboot – in der damaligen Rekordzeit von 74 Tagen, 22 Stunden, 17 Minuten und 22 Sekunden. Es war ihr zweiter Versuch den Preis zu gewinnen, nachdem der erste Versuch 1992 abgebrochen werden musste, da ihr Katamaran Enza ein Objekt getroffen hatte, das ein Loch in den Steuerbord-Schwimmer gerissen hatte.
Am 4. Mai 2007 beendete er seine zweite Einhand-Weltumsegelung mit der Yacht Saga Insurance im Rahmen des Velux 5 Oceans Race mit einem vierten Platz. Mit 68 Jahren war er der älteste Teilnehmer in diesem Rennen.
Im November 2014 beendete Knox-Johnston im Alter von 75 Jahren das Einhand-Transatlantik-Rennen Route du Rhum auf dem dritten Platz in der Rhum-Klasse. Er überquerte die Ziellinie mit seiner Open-60-Yacht Grey Power bei Pointe-à-Pitre (Guadeloupe) nach 20 Tagen, 7 Stunden, 52 Minuten und 22 Sekunden auf See.

### Arbeit in Organisationen
Von 1992 bis 2001 war Knox-Johnston Präsident der Sail Training Association (STA). Während seiner Amtszeit wurden Spendengelder eingeworben, um die betagten STA-Schiffe Sir Winston Churchill und Malcolm Miller durch die neueren und größeren Briggs Prince William und Stavros S. Niarchos zu ersetzen. Er war 10 Jahre lang Treuhänder (englisch trustee) des National Maritime Museum in Greenwich von 1992 bis 2002 und ist nach wie vor Treuhänder des National Maritime Museum – Cornwall in Falmouth, wo seine alte Yacht Suhaili heute ihren Liegeplatz hat. Die Yacht wurde grundüberholt und nahm im Juni 2005 an dem Round the Island Race teil.
1996 etablierte Knox-Johnston das erste Clipper Round the World Yacht Race und seitdem arbeitete er als Vorsitzender der Clipper Ventures Company daran, das Rennen jedes Jahr auf ein höheres Niveau zu heben.
Ende 2008 und Anfang 2009 war Knox-Johnston Teilnehmer in dem BBC Programm Top Dogs: Adventures in War, Sea and Ice (deutsch Platzhirsche: Abenteuer im Krieg, auf See und im Eis). Im Programm sah man ihn gemeinsam mit seinem Kumpel und britischen Legende, dem Abenteurer Sir Ranulph Fiennes, und dem Journalisten John Simpson, dem BBC world affairs Herausgeber. Das Dreier-Team machte drei Reisen, um jede Abenteuerseite des andern zu erleben. Die erste Episode, ausgestrahlt am 27. März 2009 sah Knox-Johnston, Fiennes und Simpson auf einer möglicherweise sehr gefährlichen Reportage-Reise in Afghanistan. Das Team berichtete vom legendären Chaiber-Pass (englisch Khyber Pass) und dem berüchtigten Tora Bora Höhlenkomplex. Die drei unternahmen auch eine Reise rund um Kap Hoorn und eine Expedition auf Schlitten über die tiefgefrorene Frobisher-Bucht fern im Norden von Kanada.
Nachdem Knox-Johnston zwei Jahre lang Präsident der Cruising Association war, übernahm er jetzt die Schirmherrschaft dieser Organisation. Er ist auch ein ehemaliger Präsident des Little Ship Club, einem Yachtclub in London.
Während der COVID-19-Pandemie 2019–2020 wurde Knox-Johnston von der britischen Tageszeitung The Guardian als einer von mehreren bemerkenswerten Personen über seine Erfahrungen mit sozialer Isolation während der Einhand-Segelreisen befragt.
Am 21. Juli 2012 trug er die olympische Flamme zur Eröffnung der Olympischen Spiele in London durch Greenwich.

## Ehrungen
- 1994 wurde Robin Knox-Johnston von der International Sailing Federation zum „Weltsegler des Jahres“ erkoren.
- 1995 wurde er von Queen Elisabeth II. zum Knight Bachelor geadelt, mit dem Privileg, den Ehrentitel „Sir“ vor seinem Vornamen führen zu dürfen.[14]
- 2007 Erstes Ehrenmitglied (Inductee) in der neu geschaffenen ISAF Sailing Hall of Fame[15]
- 2022 Inductee Cape Horn Hall of Fame[16]